# The Loneliest
«The Loneliest» es una canción de la banda italiana de rock Måneskin, lanzada el 7 de octubre de 2022 como el tercer sencillo de su tercer álbum de estudio, Rush! (2023). Debutó en el primer lugar en Italia. La canción ganó el premio MTV Video Music Award al Mejor Video de Rock en los MTV Video Music Awards de 2023.

## Descripción
La canción fue escrita por los miembros de la banda junto con James Abrahart, Jason Evigan, Rami Yacoub y Sarah Hudson, y fue producida por Fabrizio Ferraguzzo durante una sesión de grabación en Los Ángeles, California. El vocalista Damiano David habló sobre el significado de la canción:
"La canción está en algún lugar entre una carta de amor y un testamento. La escribí en un momento muy difícil de mi vida, cuando estaba lejos de casa y de las personas que amo. La idea es: ¿qué querría decirles a estas personas si muriera? Habla de sentimientos con los que todos pueden identificarse, y nos encantaría entender cómo diferentes personas interpretan la letra. Estamos contentos de haber podido tomarnos el tiempo para escribir mucha música nueva. Elegimos lanzar este sencillo porque muestra un lado de nosotros que la gente no ha visto, y queríamos comenzar nuestro nuevo camino desde aquí".
El guitarrista Thomas Raggi definió el proceso de componer la música, diciendo que "experimenté mucho con la guitarra y los pedales, y utilicé Igmo, que me permitió componer de manera creativa y darle color," mientras que el baterista Ethan Torchio calificó el proceso de producción de «The Loneliest» como algo reparador para la banda.

## Promoción
El 21 de septiembre de 2022, Måneskin publicó en sus cuentas de redes sociales un video que mostraba una carta con escritura en cursiva, enfocándose en dos palabras: «The Loneliest». Junto con el video, la banda anunció que un nuevo sencillo se lanzaría en octubre. Dos días después, la banda anunció oficialmente el título de la canción.

## Recepción crítica
El crítico italiano Mattia Marzi, de Rockol, escribió que «The Loneliest» suena "hiperclásica", como una "balada de otro tiempo" en cuanto a sonido y estructura narrativa, y destacó la letra por su "desarmante simplicidad". Marzi concluyó la reseña comparando la canción con el sencillo Supermodel, afirmando que "en comparación con el sonido californiano y el groove de rock moderno de Supermodel, aquí Måneskin rescata las atmósferas aireadas y orquestales de baladas como Torna a casa; [...] piezas clave de su recorrido en Italia".
Gianni Poglio, de Panorama, describió los puntos fuertes de la canción, encontrándolos en la interpretación del cantante, a la que calificó de "concentrada y efectiva", además de la producción, la musicalidad y el solo de guitarra, que definió como "original e impecable en lo melódico". Gabriele Scorsonelli, de Il Fatto Quotidiano, asoció la canción con November Rain de Guns N' Roses, aunque señaló que "el solo de guitarra de Thomas evoca, en una referencia que definitivamente no pretende convertirse en una comparación" con el grupo estadounidense, considerándolo un gesto de "admiración por la histórica banda".

## Vídeo musical
El video musical de la canción, filmado en la Villa Tittoni Traversi en Desio y dirigido por Tommaso Ottomano, se lanzó el 13 de octubre de 2022.
Giacomo Aricò, de Vogue Italia, escribió que el video tiene "una fuerte componente oscura de referencias cinematográficas típicas del estilo gótico", y destacó la secuencia "simbólica" en la que "el vocalista experimenta una división entre su subconsciente (donde lo vemos ahogándose) y la realidad (donde vomita agua en el funeral)". Alessandra De Tommasi, de Vanity Fair Italia, opinó que "esta narrativa oscura, casi al estilo de Burton, amplifica el poder de la canción en sí" y calificó la dirección de "espléndida".

## Éxito comercial
«The Loneliest» debutó en la cima de la lista global de fin de semana de Spotify después de totalizar más de 4 millones de reproducciones. Después de una semana, la canción debutó en el puesto número 53 en la lista global semanal de la misma plataforma, marcando la nueva entrada más alta con 9,5 millones de reproducciones.
En Italia, la canción debutó en el número uno en el FIMI Top Singles Chart, convirtiéndose en el segundo sencillo de la banda en lograr la hazaña.

## Cultura popular
En septiembre de 2023, la canción se usó en el tráiler y es el tema principal del anime Onimusha.

### Listas de fin de año
| Lista (2022)                   | Posición |
| ------------------------------ | -------- |
| Bélgica (Ultratop Flandes)     | 137      |
| Bélgica (Ultratop Valonia)     | 145      |
| Italia (FIMI)                  | 76       |
| Países Bajos (Top 40 holandés) | 63       |

| Lista (2023)                                                      | Posición |
| ----------------------------------------------------------------- | -------- |
| Bélgica (Ultratop 50 Flandes)                                     | 53       |
| Bélgica (Ultratop 50 Valonia)                                     | 6        |
| Francia (SNEP)                                                    | 33       |
| Italia (FIMI)                                                     | 89       |
| Países Bajos (Top 40 holandés)                                    | 49       |
| Canciones populares de rock y alternativas de EE. UU. (Billboard) | 100      |
| Radiodifusión de rock en Estados Unidos (Billboard)               | 35       |